# The Canterbury Pilgrims
Ouverture: At the Tabard Inn en The Canterbury Pilgrims zijn een tweetal aan elkaar gelinkte composities van de Britse componist George Dyson. Het hoofdbestanddeel betreft The Canterbury Pilgrims. Beide werken kunnen ook los van elkaar uitgevoerd worden.

## The Canterbury Pilgrims
Het werk is geschreven voor koor, orkest en solisten (de componist noemde ze in deze volgorde).
Het wordt over het algemeen gezien als het magnum opus van de componist. In Honour of the City was een compositie voor koor en orkest dat hij als aanloop schreef op deze compositie. Dyson had over het algemeen genomen een te behoudende stijl die niet (meer) paste binnen de Klassieke muziek uit de 20e eeuw. Dat geldt grotendeels ook voor dit werk; de muziek klinkt voor zijn doen wel modern en wordt af en toe aangepast aan de muziekstijl, die ten tijde van Chaucer gebruikelijk was.
The Canterbury Pilgrims is gebaseerd op The Canterbury Tales van Geoffrey Chaucer. Zoals Chaucer al moderne taal gebruikte, zo heeft Dyson de teksten laten overzetten naar het Engels van de jaren 30 van de 20e eeuw. Het koor en de solisten zingen de teksten, die op hun beurt de types beschrijven die Chaucer voorbij zag trekken bij hun bedevaarten naar Canterbury, naar aanleiding van de moord op Thomas Becket in 1170.

## Ouverture: At the Tabard Inn
Dit werk is geschreven voor orkest alleen en is ook gebaseerd op de verhalen van Chaucer. Vanuit de Tabard Inn vertrokken de pelgrims volgens Chaucer. Dyson was niet helemaal tevreden met de proloog (ook op basis van de verhalen van Chaucer) die hij bij The Canterbury Pilgrims had geschreven en componeerde daarom deze ouverture in 1943. In deze ouverture en de “oude” proloog worden de personen, uitgebeeld in The Canterbury Pilgims, al kort muzikaal beschreven. Leopold Stokowski gaf de première van deze ouverture.

## Het geheel
Indien de uitvoering van beide werken in combinatie plaatsvindt wordt de korte instrumentale proloog (lengte 1 minuut), die origineel bij The Canterbury Pilgrims hoorde weggelaten; de proloog voor koor en orkest met de teksten van Chaucer wordt wel uitgevoerd.

## Uitvoeringen
Zelfs het magnum opus van de componist was niet aan slijtage onderhevig. De te behoudende stijl van componeren zorgde er mede voor dat het werk het nog wel uithield tot de jaren 50 van de 20e eeuw. In de jaren 60 viel het doek; een ware rebellie begon op het gebied van de klassieke muziek (maar ook andere stromingen) en de werken van Dyson verdwenen naar de achtergrond. Eind jaren 80 echter, met de nieuwe opnametechnieken voor de compact disc, komt er vraag naar repertoire dat dan in de vergetelheid is geraakt. De composities van Dyson vielen in die categorie en met name Chandos heeft zich toen sterk gemaakt voor het "vergeten werk" van deze componist. Na een nieuwe première op 29 september 1996 in het Barbican Centre in Londen, vonden de opnamen plaats.

## Typeringen
Chaucer en Dyson hebben een omschrijving gegeven van de volgende pelgrims:
1. Proloog (korte introductie van de pelgrims)
2. De Ridder;
3. De Landjonker;
4. De non;
5. De Monnik;
6. De klerk uit Oxenford;
7. De Winkelier in fournituren en zijn broederschap; de Koopman;
8. De Wetshandhaver; De landeigenaar;
9. De Zeeman;
10. De Arts;
11. De Vrouw uit Bath
12. De arme dominee van een stad
13. Tot slot.

## Bron en discografie
- Uitgave Chandos: Koor en orkest van London Symphony Orchestra o.l.v. Richard Hickox met Yvonne Kenny - sopraan, Robert Tear - tenor, Stephen Roberts - bariton.